# Jean-Gunnar Lindgren
Jean-Gunnar Lindgren (ur. 18 września 1905 w Falun, zm. 23 lutego 1983 w Helsingborgu) – szwedzki lekkoatleta, długodystansowiec, dwukrotny olimpijczyk.

## Życiorys
Zajął 4. miejsce w biegu na 10 000 metrów na igrzyskach olimpijskich w 1928 w Amsterdamie, a w biegu na 3000 metrów z przeszkodami odpadł w przedbiegach.
Na kolejnych igrzyskach olimpijskich w 1932 w Los Angeles zajął 5. miejsce w biegu na 5000 metrów i 6. miejsce w biegu na 10 000 metrów.
Był mistrzem Szwecji w biegu na 5000 metrów w 1929, 1931 i 1934, w biegu na 10 000 metrów w latach 1928–1931 i 1933–1936 oraz w biegu przełajowym na 8 kilometrów w latach 1929–1932.
Rekordy życiowe: 
- bieg na 5000 metrów – 14:43,6 (18 sierpnia 1934, Sztokholm)
- bieg na 10 000 metrów – 31:18,4 (19 sierpnia 1934, Sztokholm)
- bieg na 3000 metrów z przeszkodami – 9:49,0 (1 sierpnia 1928, Amsterdam)